# Categorieënspel
Het categorieënspel is een gezelschapsspel dat niet meer nodig heeft dan een pen en papier.
In de volksmond wordt het spel ook wel "pim-pam-pet voor gevorderden" genoemd.

## Voorbereiding
Het spel kan zelfstandig gespeeld worden maar logischer en leuker is het wanneer er met meerdere deelnemers gespeeld wordt, het aantal deelnemers is onbeperkt. Iedere deelnemer dient te worden voorzien van een pen en een papier ofwel blocnote.

## Keuze van de categorieën
Vooraf bepalen de deelnemers onderling met hoeveel categorieën het spel gespeeld zal worden. Gebruikelijk is dat bijvoorbeeld bij een aantal van 4 deelnemers een ieder een categorie verzint. Ook is het mogelijk een groter of een kleiner aantal categorieën te kiezen. Om meer variatie in het spel te krijgen kan er ook besloten worden om de categorieën in de vorm van lootjes in een bak te plaatsen en zodoende de te spelen categorieën uit de bak te trekken.

## Doel van het spel
Van iedere te spelen categorie dienen de deelnemers van alle zesentwintig letters van het alfabet een antwoord te vinden en deze op te schrijven in de desbetreffende kolom. In de categorie meisjesnamen zou je bijvoorbeeld krijgen: Annemiek, Bernadette, Claudia, Dianne enz. enz. tot en met de letter Z. Wanneer een deelnemer een antwoord op een bepaalde letter niet weet (veelal bij de Q en de X) laat hij/zij deze letter gewoon leeg. Het is de bedoeling dat de antwoorden uit het hoofd worden opgeschreven en niet worden opgezocht, bijvoorbeeld via internet.

## Speelduur
De deelnemers bepalen onderling hoelang er gespeeld wordt. Afhankelijk van het aantal categorieën kan dit weleens oplopen tot één of meer dagen. Voor 4 of 5 categorieën kan een speelduur van bijvoorbeeld één uur gehanteerd worden, of er kan besloten worden door te spelen tot een ieder geen zin meer heeft of geen antwoorden meer kan verzinnen.

## Puntentelling
Ook de puntentelling is variabel. Meestal wordt de puntentelling aangepast aan het aantal deelnemers. Wanneer er bijvoorbeeld vijf deelnemers zijn kan er een score worden gehanteerd van 50, 40, 30, 20, 10 en 0 punten. Bij meerdere deelnemers, bijvoorbeeld zeven, kan er worden afgeteld van 70 naar 0. In een voorbeeld over hoe de punten verdeeld worden gaan we uit van 5 deelnemers.
Stel deelnemer 1 heeft in de categorie meisjesnamen bij de A de naam Annemiek ingevuld. Deelnemer 2 heeft Antoinette, deelnemer 3 Astrid, deelnemer 4 Annemiek en deelnemer 5 Annemieke.
In dit geval zullen deelnemers 2, 3 en 5 de volle 50 punten ontvangen, terwijl deelnemers 1 en 4 ieder 40 punten ontvangen. Wanneer drie spelers hetzelfde antwoord geven ontvangen die spelers daar 30 punten voor. Hebben 4 spelers hetzelfde antwoord, dan worden er 20 punten uitgereikt. Voor de moeite worden er 10 punten berekend wanneer alle deelnemers hetzelfde antwoord geven. Wanneer een deelnemer op een letter geen antwoord heeft, zal hij/zij het moeten doen met 0 punten.
Zo worden alle letters per categorie doorgenomen, waarna een eindstand opgemaakt kan worden per categorie of per combinatie van alle gespeelde categorieën.

## Unieke antwoorden
Uit de puntentelling blijkt dat een uniek antwoord het maximaal mogelijke aantal punten oplevert. Uniek wil echter niet altijd zeggen dat het antwoord ook origineel moet zijn. Originele antwoorden hebben echter wel een grotere kans om uniek te zijn. Bij een jongensnaam met een J zal vrijwel iedereen in eerste instantie denken aan de naam Jan. Als deelnemer sta je vervolgens voor de keus om deze naam op te nemen als antwoord, of niet. Doet een deelnemer dat wel, dan kan hij/zij er op wachten dat een andere deelnemer daar ook mee aan komt zetten, omdat het een voor de hand liggend antwoord is. In dit soort gevallen zal er in de meeste gevallen gekozen worden voor een meer origineel antwoord. Echter, wanneer iedereen zo denkt en voor een origineel antwoord gaat, kan het zijn dat het juist beloond wordt wanneer een deelnemer wel degelijk kiest voor Jan. Op deze manier kan Jan een uniek antwoord worden, terwijl een minder voor de hand liggend antwoord als Jochem wellicht minder punten op zal leveren, omdat meerdere deelnemers met dit antwoord komen.

## Varianten
Een variant op de bovenstaande uitleg is de variant waarin binnen een korte tijd van bijvoorbeeld drie minuten één categorie ingevuld dient te worden. In deze variant komt het niet zozeer aan op het geven van een origineel antwoord, maar meer op het aantal letters dat in deze korte tijd ingevuld kan worden.
In plaats van alle categorieën te vullen kan men ook kiezen om voor één letter alles te vullen. De letter kan dan worden bepaald door de draaischijf van het Pim-pam-pet-spel of door blind te prikken in een krant/tijdschrift.

## Mogelijkheden van categorieën
Onderstaand volgen een groot aantal mogelijke categorieën die in dit spel gespeeld kunnen worden. Uiteraard zijn er altijd andere mogelijkheden te bedenken en iedereen heeft weer zijn of haar eigen ideeën, daarom kan deze lijst verder uitgebreid worden.
Bij categorieën waar personen in voorkomen mogen deze personen ingevuld worden, zowel naar hun voornaam als naar hun achternaam, echter mogen ze slechts eenmaal per categorie ingevuld worden.
Categorieën die het onderschrift internationaal meekrijgen zijn doorgaans niet bedoeld om nationale antwoorden te geven, dus exclusief Nederland of België, afhankelijk van de afkomst van de deelnemers. Met wereldwijd wordt zowel nationaal als internationaal bedoeld.